# Bensekrane
Bensekrane (anciennement Pont de l'Isser pendant la colonisation française), est une commune de la wilaya de Tlemcen en Algérie.

## Géographie

### Situation
Le territoire de la commune de Bensekrane est situé au nord-est de la wilaya de Tlemcen. La ville de Bensekrane est située à 32 km au nord-est de Tlemcen et à 38 km au sud-ouest d'Aïn Témouchent.
| El Fehoul             | Wilaya d'Aïn Témouchent (Aïn Kihal, Aghlal) | Sidi Abdelli |
| El Fehoul             | Bensekrane                                  | Sidi Abdelli |
| El Fehoul, Aïn Youcef | Amieur                                      | Amieur       |

### Localités de la commune
En 1984, la commune de Bensekrane est constituée à partir des localités suivantes: Bensekrane, Takbalet, Pont de chemin de fer et Carrière de marbre.

## Histoire
À l'époque coloniale française, la ville est nommée: Pont de l'Isser, et fait partie du département de Tlemcen. Après l'indépendance de l'Algérie, elle prend le nom de Ben Sekrane.

## Démographie
Selon le recensement général de la population et de l'habitat de 2008, la population de la commune de Bensekrane est évaluée à 13 845 habitants contre 6 297 en 1977:
| 1977  | 1987   | 1998   | 2008   |
| ----- | ------ | ------ | ------ |
| 6 297 | 10 938 | 13 303 | 13 845 |